# Ewa Gentry, Hawaii
Ewa Gentry är en ort (CDP) i Honolulu County, i delstaten Hawaii, USA. Enligt United States Census Bureau har orten en folkmängd på 22 690 invånare (2010) och en landarea på 5,6 km².